# Агат (авиакомпания)
Авиакомпания АГАТ — чартерная авиакомпания, выполняющая авиационные перевозки пассажиров и грузов, а также различные авиаработы в Сибирском федеральном округе. Базируется в региональном аэропорту Шушенское, на юге Красноярского края.
Авиапредприятие Агат основано в 2012 году на базе аэропортового комплекса «Шушенское».

## История

Ан-3Т

Авиакомпания была основана в 2012 году и начала свою деятельность в 2013. Выполняет грузопассажирские и почтовые перевозки по Красноярскому краю.

## Флот
По состоянию на январь 2018 года, флот авиакомпании состоит из следующих воздушных судов:
| Самолёт | Количество | Примечания |
| ------- | ---------- | ---------- |
| Ан-3Т   | 3          |            |
| Ан-2Р   | 4          |            |